# Moderato cantabile
Pour les articles homonymes, voir Moderato cantabile (homonymie).
Moderato cantabile est un roman de Marguerite Duras paru en 1958 aux éditions de Minuit.

## Écriture du roman
Le titre de l’œuvre provient d'une indication musicale sur le tempo, modéré (moderato) et chantant (cantabile), sur lequel doit être jouée la sonatine de Diabelli que travaille l'enfant d'Anne Desbaresdes.

## Résumé
Un meurtre a lieu dans un café au-dessus duquel Anne Desbaresdes accompagne son fils à sa leçon de piano – il rechigne à jouer la sonatine de Diabelli et s'obstine à ignorer la signification de moderato cantabile. Dans ce café, elle rencontre un homme – il lui dira s'appeler Chauvin – qu'elle interroge chaque jour, lors de fins d'après-midi qui s'étirent, à propos du crime passionnel, dont ils ne savent rien ni l'un ni l'autre. Le dialogue entre la jeune bourgeoise et l'ancien employé de son mari, répétitif et rythmé de verres de vin, les rapproche dans leur ennui et leur solitude.

## Personnages
Anne Desbaresdes
Anne Desbaresdes est la femme du directeur d'Import Export et des Fonderies de la Côte ; elle appartient à une bourgeoisie aisée. À partir du jour où elle entend le cri qui accompagne le crime, elle se rend chaque jour au café : « Ce cri était si fort que vraiment il est bien naturel que l'on cherche à savoir. J'aurais pu difficilement éviter de le faire, voyez-vous. » Mais ses dialogues avec Chauvin ne lui apprennent rien, et l'amènent à se livrer à cet homme qui l'invite à confirmer ce qu'il semble savoir d'elle. Ces rencontres s'accompagnent de verres de vin, de plus en plus nombreux, jusqu'à la griser le soir où elle a organisé chez elle une réception à laquelle elle arrive en retard : « Quelqu'un en face d'elle regarde encore impassiblement. Et elle s'essaye encore à sourire, mais ne réussit encore que la grimace désespérée et licencieuse de l'aveu. Anne Desbaresdes est ivre ».
Chauvin
Chauvin est un ancien employé du mari d'Anne Desbaresdes, qui ne travaille visiblement pas. Jusqu'au milieu du chapitre quatre, il est dénommé « l'homme », jusqu'à ce qu'il donne son nom au détour d'un dialogue (« Au-dessus de vos seins à moitié nus, il y avait une fleur blanche de magnolia. Je m'appelle Chauvin »). Ses propos montrent qu'il s'intéresse à Anne Desbaresdes depuis longtemps, l'espionne sans doute : « Quand les troènes crient, en été, vous fermez votre fenêtre pour ne plus les entendre, vous êtes nue à cause de la chaleur. »
L'enfant
C'est le fils d'Anne Desbaresdes ; on ignore son prénom (dans le film, elle l'appelle Pierre lors d'une promenade en forêt)– c'est le cas de tous les personnages, hormis sa mère, son professeur de piano et Chauvin. Il n'aime pas les leçons de piano, même s'il a du talent. Il est le prétexte des promenades de sa mère, qui le conduisent au café, où Anne Desbaresdes l'abandonne à ses jeux sur les quais.
Mademoiselle Giraud
Mademoiselle Giraud est le professeur de musique du fils d'Anne Desbaresdes. Elle désapprouve la tolérance dont cette dernière fait preuve à l'égard de son enfant (« L'éducation que vous lui donnez, Madame, est une chose affreuse »), envers lequel elle se montre exigeante (« il y a des enfants avec lesquels il faut être très sévère, sans ça on n'en sort pas »).
La patronne du bar
La patronne du bar travaille dans le café où le crime passionnel a eu lieu. Elle sert régulièrement du vin à Chauvin et Anne Desbaresdes, sans intervenir dans leur conversation. Son café ne semble vivre qu'à la fermeture des usines, quand les employés viennent prendre un verre de vin avant de rentrer chez eux (« La sirène retentit, égale et juste, assourdissant la ville entière. La patronne vérifia son heure, rangea son tricot rouge »).

## Analyse
Le roman, qui compte un peu plus d'une centaine de pages, est divisé en huit chapitres, sans titre.
Le premier chapitre se déroule d'abord dans l'appartement de Mademoiselle Giraud où l'enfant d'Anne Desbaresdes suit sa leçon de piano hebdomadaire, pendant laquelle « dans la rue, en bas de l'immeuble, un cri de femme retentit. » Après la leçon, Anne Desbaresdes est témoin de l'arrivée de la police, et surtout du spectacle donné par le meurtrier et sa victime : « Au fond du café, dans la pénombre de l'arrière-salle, une femme était étendue par terre, inerte. Un homme, couché sur elle, agrippé à ses épaules, l'appelait calmement. »
Dans le chapitre deux, Anne Desbaresdes revient avec son fils dans le café où le féminicide été commis. Elle y fait la rencontre de Chauvin, qui semble bien la connaître (« Vous avez une belle maison au bout du boulevard de la Mer. Un grand jardin fermé »). Les chapitres trois à six, hormis le cinquième (qui relate la séance de piano chez Mademoiselle Giraud), sont centrés autour du même dialogue toujours recommencé, ponctué de verres de vin, qui tourne autour des raisons qui ont conduit au meurtre, dont ils ignorent tout, mais amène également Anne Desbaresdes à parler de son existence. Progressivement, les positions psychologiques ont évolué… et le goût du vin est devenu plus prononcé chez la jeune femme.
Le chapitre sept relate un grand dîner mondain auquel l'hôtesse, Anne Desbaresdes, arrive en retard et saoule. « Aucune description des convives (à peine quelques bribes de phrases çà et là). Tout le dîner semble vu non par les yeux de l'auteur, mais par ceux du saumon en sauce verte et du canard à l'orange qui font les délices des invités ».
Le dernier chapitre est la dernière rencontre entre Chauvin et Anne Desbaresdes, qui vient sans l'enfant, et se referme par le départ d'Anne après l'échange d'un bref baiser.
Le critique Pascal Michelucci a rapproché ce roman d’une autre œuvre de Duras, La Douleur.

## Accueil critique
Outre le style des descriptions et des dialogues, l'intérêt du livre réside dans sa structure. À la fin du récit, aucun des mystères soulevés au début du récit n'est apparemment élucidé. Seule reste la liberté d'interprétation laissée au lecteur, extrêmement large. Moderato cantabile est parfois considéré comme faisant partie des œuvres les plus réussies du Nouveau Roman, bien que l'appartenance de ce livre à ce mouvement ne soit pas réellement établie. L'intrigue minimale au service d'une idée directrice, la répétition languissante de scènes banales mais qui dessinent une atmosphère, l'économie de moyens pour évoquer un désir trouble, ont été saluées par une partie de la critique.
À la publication du livre, les critiques ne sont en tout cas pas indifférents, sévères comme Anne Villelaur dans Les Lettres françaises parlant d'« une noix creuse » ou enthousiastes comme Dominique Aury dans La Nouvelle Revue française évoquant « l'extraordinaire acuité de l'oreille et du regard, l'extraordinaire discrétion de l'écriture ».
Dans Le Figaro du 12 mars 1958, Claude Mauriac, après avoir souligné la brièveté du roman, s'interroge : 

« D'où vient qu'étant court ce récit nous retienne longuement ? (Non qu'il nous donne l'impression de n'en plus finir : c'est nous qui n'en finissons pas avec lui.) D'où que, se tenant semblait-il à la superficie des êtres, il nous paraisse aller si profond ? »

 Selon lui, l'« exclusion » est le thème de Moderato cantabile, comme précédemment dans Le Square où l'on trouvait « un vain dialogue qui ne menait à rien, sinon à nous rendre sensibles notre propre solitude et notre inanité ».
Le même jour dans l'Aurore Jean Mistler estime qu'« il ne peut s'agir que d'un essai en vue de créer plus tard une œuvre achevée » et que « Mme Duras s'enfonce dans une impasse », même s'il lui reconnaît un talent pour certaines scènes, « par exemple la leçon de piano du gamin qui met toute la mauvaise volonté du monde à jouer une Sonatine de Diabelli et ne veut pas se rappeler que moderato veut dire modéré et cantabile, chantant ».

Dans Libération du 1er mars 1958, Claude Roy estime qu'il s'agit du « meilleur livre » de Marguerite Duras.

« C'est un récit d'un extraordinaire dépouillement, construit avec une rigueur formelle admirable, et qui pourtant ne laisse jamais le souci d'architecture, le métier rigoureux étouffer ou atténuer l'émotion. »

 S'il reconnaît que Duras, « qui ne ressemble finalement à personne », tend à se rapprocher des « phénoménologues du roman " nouveau ", acharnés à porter sur le monde et les êtres un regard objectif et froid comme le verre d'un objectif », Roy voit en elle un « écrivain de tête » qui « écrit raisonnablement ce que dicte celui qui a des raisons que la raison ne connaît pas ».

## Prix
Moderato cantabile obtient, l'année même de sa sortie, le prix de Mai, décerné par un jury réuni à la librairie La Hune de Bernard Gheerbrant par Alain Robbe-Grillet et composé de Roland Barthes, Georges Bataille, Maurice Nadeau, Louis-René des Forêts et Nathalie Sarraute.

## Éditions
- Moderato cantabile, Paris, Les Éditions de Minuit, 1958, 154 p. (ISBN 2-7073-0339-9)
- Moderato cantabile, Paris, 10/18, 1962, 179 p.
- Œuvres complètes, vol. I, Paris, Gallimard, coll. « Bibliothèque de la Pléiade » (no 572), 2011, 1696 p. (ISBN 978-2-07-011889-2)

## Adaptation
En 1960, Peter Brook réalise un film portant le même titre, Moderato cantabile, adapté du roman par Marguerite Duras elle-même en collaboration, pour les dialogues, avec Gérard Jarlot. Le rôle de Chauvin est joué par Jean-Paul Belmondo et celui d'Anne Desbaresdes par Jeanne Moreau qui reçoit pour ce rôle le prix d'interprétation féminine au festival de Cannes de 1960. Le film de Peter Brook est représentatif de la Nouvelle Vague cinématographique comme le livre de Marguerite Duras l'était du Nouveau Roman en littérature.